# Хассі–Р'Мель
Хассі–Р'Мель — газоконденсатне родовище в Алжирі.

## Загальна інформація
Родовище знаходиться в центральній частині склепіння Тільремт Алжиро–Лівійського нафтогазоносного басейну.
Продуктивні три горизонти пісковиків нижнього тріасу в інтервалі глибин 2100—2300 м.
Початкові геологічні запаси газу — 2,8 трлн м³.

## Інфраструктура
Навколо Хассі–Р'Мель сформований газотранспортний хаб, звідки продукція може видаватись по системам Хассі-Р'Мель – Уед-Саф-Саф, Хассі-Р'Мель – Скікда, Хассі-Р'Мель – Кудіет-Еддрауш, Хассі-Р'Мель – Бордж-Менаель, Хассі-Р'Мель – Арзу, MEDGAZ, Хассі-Р'Мель – Ель-Аріха.
Транспортування зрідженого нафтового газу можливе по трубопроводам Хассі-Р'Мель – Арзу та Хассі-Месауд – Хассі-Р'Мель – Арзу.
Легкий конденсат відправляють по трубопроводу Хассі-Р'Мель – Арзу, а важкий по трубопроводу Хассі-Р'Мель – Хассі-Месауд.
В районі родовища працюють ТЕС Хассі–Р'Мель I, II, ТЕС-СЕС Хассі-Р'Мель та ТЕС Тільремт.